# Bobby Campbell (labdarúgó, 1956)
Bobby Campbell (Belfast, 1956. szeptember 13. – Huddersfield, 2016. november 15.) válogatott északír labdarúgó, csatár.

## Pályafutása

### Klubcsapatban
1972-ben az Aston Villa korosztályos csapatában kezdte, ahol 1974 őszén mutatkozott be az első csapatban. 1975 tavaszán kölcsönben szerepelt a Halifax Town együttesében. 1975 és 1977 között a Huddersfield Town, 1977-78-ban a Sheffield United labdarúgója volt. 1978-ban egy rövid ideig a kanadai Vancouver Whitecaps csapatában játszott. 1978 őszén visszatért a Huddersfield Townhoz, majd 1979 tavaszán ismét a Halifax Town játékosa volt. 1979-ben az ausztrál Brisbane City csapatában szerepelt. Hazatérése után Bradford City játékosa lett, ahol négy idényen át játszott. 1983 őszén a Derby County labdarúgója volt, de 11 bajnoki mérkőzés után még ősszel visszatért a Bradford Cityhez. 1986 és 1988 között a Wigan Athletic játékosa volt. 1988-ban 32 évesen fejezte be az aktív labdarúgást.

### A válogatottban
1982 áprilisában és májusában két alkalommal szerepelt az északír válogatottban. Tagja volt az 1982-es spanyolországi világbajnokságon részt vevő csapatnak, de a tornán pályára nem lépett.

## Halála
2016. november 15-én felakasztotta magát a garázsában.